# Мамчур, Сергей Николаевич
Сергей Николаевич Мамчур (укр. Сергій Миколайович Мамчур; 3 февраля 1972, Днепропетровск — 26 декабря 1997, Москва) — советский, украинский и российский футболист, выступавший на позиции защитника. Известен по выступлениям за днепропетровский «Днепр», московские клубы «Асмарал» и ЦСКА. Мастер спорта СССР. В 1990 году в составе сборной СССР, составленной из юношей не старше 18 лет, выиграл чемпионат Европы, а в 1991 году в составе сборной из игроков не старше 20 лет стал бронзовым призёром чемпионата мира. Играя за ЦСКА, он стал попадать реже в основной состав из-за проблем с дисциплиной, вследствие чего в 1997 году был отправлен в дублирующий состав клуба. В канун Нового года он скоропостижно скончался из-за сердечной недостаточности, которая, предположительно, могла быть вызвана злоупотреблением алкоголя.

## Биография

### Клубная карьера
Сергей Николаевич Мамчур родился 3 февраля 1972 года в Днепропетровске. Футболом начал заниматься в школе «Днепр-75», первый тренер — Виталий Спиридонович Мусиенко. Позже занимался у Бориса Подорожняка. В основной состав днепропетровского «Днепра» стал привлекаться с 1988 года. Участвовал в розыгрыше чемпионатов СССР 1990 и 1991 годов, проведя в 1990 году 9 матчей в Высшей лиге, а в 1991 году — 16 матчей. В его активе также был матч Кубка УЕФА 1990/1991 против шотландского клуба «Хартс», завершившийся поражением «Днепра» со счётом 1:3.
В составе «Днепра» Мамчур выиграл в 1992 году бронзовые медали первого розыгрыша чемпионата Украины, проведя 9 матчей в том сезоне. Он сыграл ещё три матча в сезоне чемпионата Украины 1992/1993. Из-за финансовых проблем «Днепр» вынужден был расстаться с Мамчуром в 1992 году, который перешёл в московский «Асмарал» и провёл в его составе три матча в чемпионате России. В том же году он фактически бесплатно перешёл в московский ЦСКА, хотя на него претендовали «Торпедо-Лужники», «Сатурн», «Локомотив» и «Спартак». Выбор ЦСКА был обоснован тем, что большинство его игроков Мамчур знал ещё со времён юношеских сборных СССР, к тому же клуб играл в Лиге чемпионов УЕФА и предлагал намного более выгодные финансовые условия. Ориентировочно Мамчур получал ежемесячную зарплату в ЦСКА в размере 3 тысяч долларов США.
19 февраля 1993 года Мамчур провёл свой первый матч в составе ЦСКА в рамках Кубка России против саранской «Светотехники», завершившийся победой ЦСКА со счётом 3:0. Через две недели, 3 марта 1993 года состоялся дебют Мамчура в Лиге чемпионов против «Марселя»: игра прошла на Олимпийском стадионе в Берлине (1:1), а Мамчур получил жёлтую карточку. Он сыграл ещё три матча в групповом этапе Лиги чемпионов, выйдя итого три раза в стартовом составе и один раз на замену. ЦСКА занял последнее место в одной группе с будущим победителем турнира «Марселем», «Рейнджерс» и «Брюгге», а этот лигочемпионский сезон стал единственным в карьере Мамчура.
Свой первый гол за ЦСКА он забил 19 сентября 1994 года в рамках 1/16 финала Кубка обладателей кубков УЕФА в домашней игре против «Ференцвароша»: Мамчур открыл счёт на 50-й минуте, а ЦСКА победил со счётом 2:1. В ответном матче, однако, основное время завершилось со счётом 2:1 уже в пользу «Ференцвароша», а ЦСКА доигрывал матч в меньшинстве после удаления Ильшата Файзуллина. В дополнительное время победитель двухматчевого противостояния не был выявлен, а в серии послематчевых пенальти армейцы проиграли со счётом 6:7. В том же году 22-летний Мамчур стал капитаном команды.
Однако из-за ухудшения игровых качеств и несоблюдения спортивного режима Мамчур стал выпадать из основного состава. 13 сентября 1997 года Мамчур провёл последний матч в основе ЦСКА против «Тюмени», в котором его команда проиграла со счётом 0:3. Тренер клуба Павел Садырин отправил игрока в дублирующий состав команды, хотя, по мнению Валерия Минько, Мамчур просто хотел «куда-то уйти, сменить обстановку». В том году Мамчур провёл 15 матчей в чемпионате России за основу ЦСКА и 23 матча за его дубль. Всего за «армейцев» в чемпионате России Мамчур отыграл 112 матчей и забил два гола, а также провёл шесть еврокубковых матчей, отметившись в них одним голом.

### Карьера в сборных
26 сентября 1986 года Мамчур провёл дебютную игру в составе юношеской сборной СССР в Москве против сборной Польши. Та юношеская сборная была составлена из игроков 1971 года рождения. Начиная с 16 лет, Мамчур был капитаном сборной СССР. В 1990 году Мамчур в составе сборной СССР стал чемпионом Европы среди юношей не старше 18 лет: в финале советская сборная обыграла сборную Португалии, в составе которой тогда выступал Луиш Фигу, и именно Мамчур был капитаном советской сборной. Счёт в матче не был открыт ни в основное, ни в дополнительное время, поэтому исход финала решался в серии послематчевых пенальти. Мамчур был первым, кто бил пенальти, и сумел переиграть своего визави, вратаря Брассарда, а сборная СССР победила со счётом 4:2 в серии пенальти.
В 1991 году Мамчур стал бронзовым призёром молодёжного чемпионата мира среди юношей не старше 20 лет, проходившего в Португалии. Сборная СССР в полуфинале того чемпионата мира проиграла бразильцам 0:3, а в матче за 3-е место победила в серии послематчевых пенальти Австралию: основное время матча завершилось вничью 1:1, и вместо овертайма сразу была назначена серия пенальти. Мамчур был четвёртым, кто подходил из игроков советской сборной к 11-метровой отметке, и реализовал свою попытку, сравняв счёт 3:3 (до этого по одному промаху было у каждой из сборных), а пенальти Валерия Минько принёс советской команде победу в матче.
Свою единственную игру за олимпийскую сборную СССР он провёл 27 августа 1991 года против Норвегии в рамках отбора на Олимпиаду в Барселону, выйдя на поле на 83-й минуте вместо Сергея Кирьякова: советская сборная победила со счётом 1:0. Всего в активе Мамчура был 91 матч за юношеские, молодёжную и олимпийскую сборные СССР: в 59 играх он выходил на поле в качестве капитана команды, забив 5 мячей. Он выступал также за молодёжную сборную России, проведя 6 матчей в её составе, в том числе четыре в рамках молодёжного чемпионата Европы 1994 года.

## Стиль игры
Мамчур выступал на позициях левого и центрального защитника. По словам игрока ЦСКА Валерия Минько, в составе юношеской сборной он отличался характером и напором. Тренер «Днепра» Николай Павлов называл его прирождённым лидером, который всегда тянулся к игрокам старше себя. Тренер-селекционер ЦСКА Степан Крисевич, наблюдавший за Мамчуром в составе группы старших юношей вместе с главным тренером «армейцев» Геннадием Костылёвым, называл его цепким и надёжным защитником, подходящим в тактическом и техническом плане, а также порядочным и воспитанным человеком со всеми лидерскими качествами.
В то же время, по словам Павлова, у Мамчура имели место постоянные проблемы с дисциплиной: они стали одним из тех факторов, которые способствовали уходу игрока из «Днепра». Если первое время в ЦСКА он ещё соблюдал дисциплину, то после знакомства с несколькими игроками, пренебрегавшими «режимом», он снова стал попадать в неприятные истории. Ходили слухи, что Мамчур употреблял не только алкоголь, но и наркотики: его знакомые отрицали подобные факты (в частности, Владислав Радимов говорил, что Мамчур мог позволить себе выпить пива после матча).

## Личная жизнь
Сергей Мамчур был женат, у него родились две дочери. Старшая в 2010 году занималась фигурным катанием в спортивном клубе «Метеор» и была кандидатом в мастера спорта. Мамчур проживал с семьёй в Москве в районе стадиона «Динамо», где снимал квартиру: несмотря на выступления за ЦСКА, от клуба он собственную квартиру так и не получил. Владислав Радимов называл его своим лучшим другом. После смерти Сергея его жена и две дочери уехали обратно в Днепропетровск.

## Смерть
26 декабря 1997 года Сергей Мамчур скончался в своей московской квартире в результате острой сердечно-сосудистой недостаточности. По словам бывшего начальника ЦСКА Анатолия Коробочки, в тот день Мамчур пригласил друзей, которые играли в карты и, возможно, употребляли алкоголь: в какой-то момент ему стало нехорошо, и он ушёл в соседнюю комнату, где и умер. За сутки до этого с ним встретился Радимов, который решил поиграть вечером в мини-футбол с Рамизом Мамедовым: Мамчур наблюдал за этой игрой как зритель. О смерти Мамчура Радимов узнал утром следующего дня по телефону.
По словам Валерия Минько, в тот вечер в квартире Мамчура собрались несколько футболистов, среди которых был игрок «Спартака», имевший опыт выступления за сборные СССР, однако Минько их фамилии отказался называть. Смерть футболиста ЦСКА наступила, по его словам, утром, когда он начал хрипеть и потом затих: только примерно в 11 или 12 часов его гости поняли, что Мамчура уже нет в живых. По мнению члена тренерского штаба ЦСКА в 1990-е годы Владимира Федотова, Мамчур пытался закодироваться от алкоголизма («зашиться»), однако после того, как он «выпил под Новый год», у него не выдержало сердце.
Панихида была проведена в Москве. Похороны Мамчура прошли 31 декабря в Днепропетровске. Семья Мамчура получила денежную компенсацию, эквивалентную стоимости квартиры. По словам Владислава Радимова, его одноклубники по «Сарагосе», узнав о смерти Мамчура, почтили его память минутой молчания.
Брат вратаря ЦСКА Михаила Ерёмина Игорь утверждал, что в 2001 году посетил днепропетровское кладбище, на котором был похоронен Мамчур, и был шокирован: кладбище было без заборов, а многие памятники с него были выкорчеваны или попросту украдены.

## Достижения
- Чемпион Европы среди юношей не старше 18 лет: 1990[4]
- Бронзовый призёр чемпионата мира среди юношей не старше 20 лет: 1991[4]
- Бронзовый призёр чемпионата Украины: 1992[4]